# Presa del Vajont
La presa del Vajont es una represa, hoy en desuso, ubicada en la provincia de Pordenone, región del Friuli-Venecia Julia, Italia. Fue construida el año 1961 bajo el Monte Toc a 100 kilómetros al norte de Venecia. Era una de las presas más altas del mundo, con 262 metros de altura, 27 metros de grosor en la base y 3,4 metros en la cima.
Se creía que se conocía totalmente la geología del desfiladero, incluidos los antiguos deslizamientos, y que era suficientemente estable. Sin embargo, se percibieron cambios en la roca durante el proceso de llenado de la presa y hubo un deslizamiento de cierta importancia de unos 700 000 m³ de rocas el 4 de noviembre de 1960. Dicho deslizamiento se produjo también en la ladera que mira hacia el norte (ladera de umbría del Monte Toc, de 1921 m sobre el nivel del mar, es decir, en el mismo lugar donde tuvo lugar la catástrofe posterior en 1963. Además, en la investigación y juicios posteriores al desastre de 1963 se demostró que se ocultaron algunos datos e información importante con el fin de seguir adelante con el proyecto original. 
Como respuesta el nivel del agua detrás de la presa fue cuidadosamente reducido y el depósito permitió rellenarlo lentamente bajo un monitorizado control; los cálculos mostraron que un fallo catastrófico era improbable y que la ladera del valle podía ser estabilizada con el paso del tiempo de ese modo. Así, el depósito fue llenado y vaciado tres veces.

## Desastre

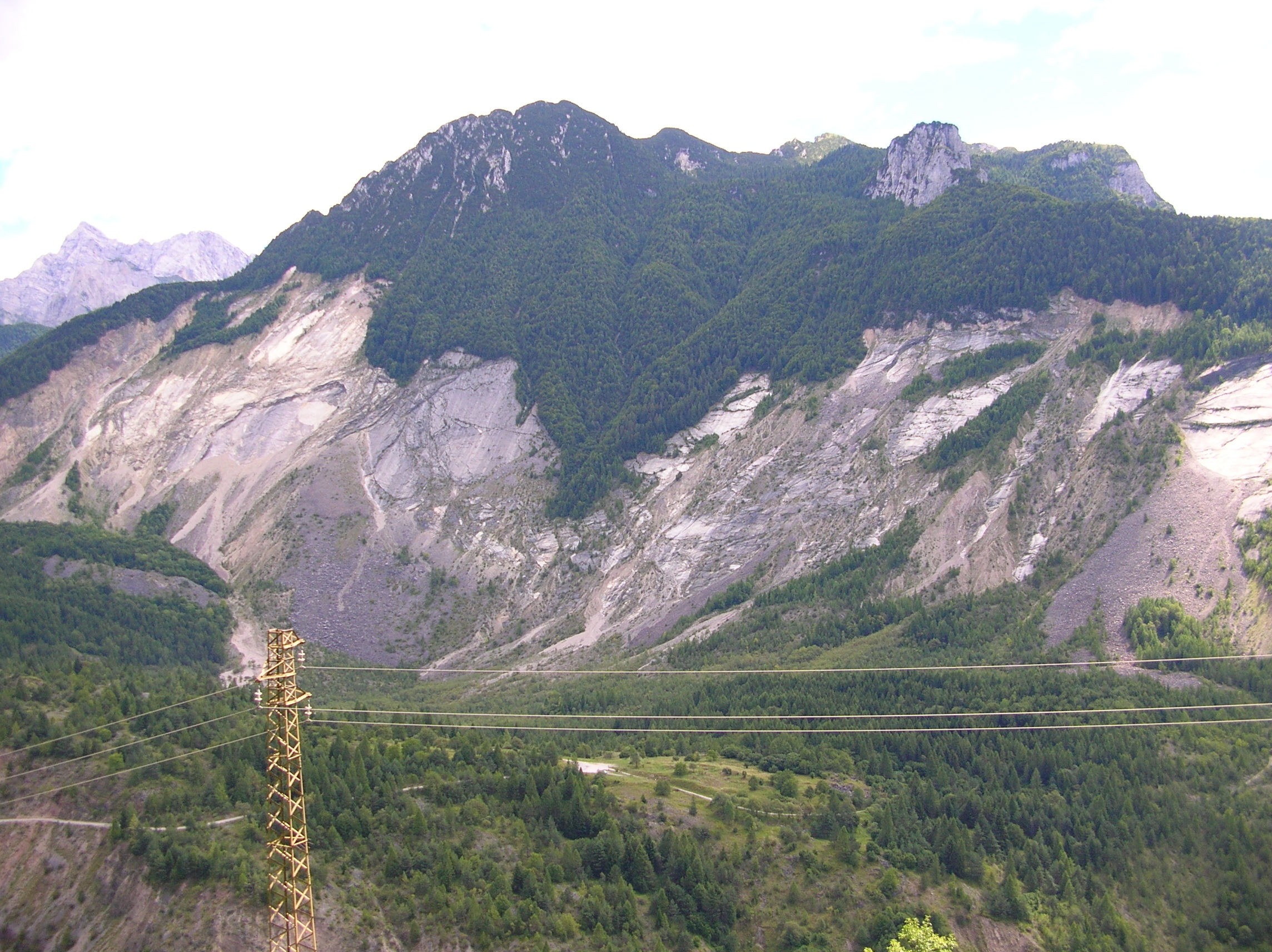
La zona del deslizamiento en la ladera norte del monte Toc, vista desde la localidad de Casso. Pueden verse los derrubios del deslizamiento en donde antes estaba el embalse

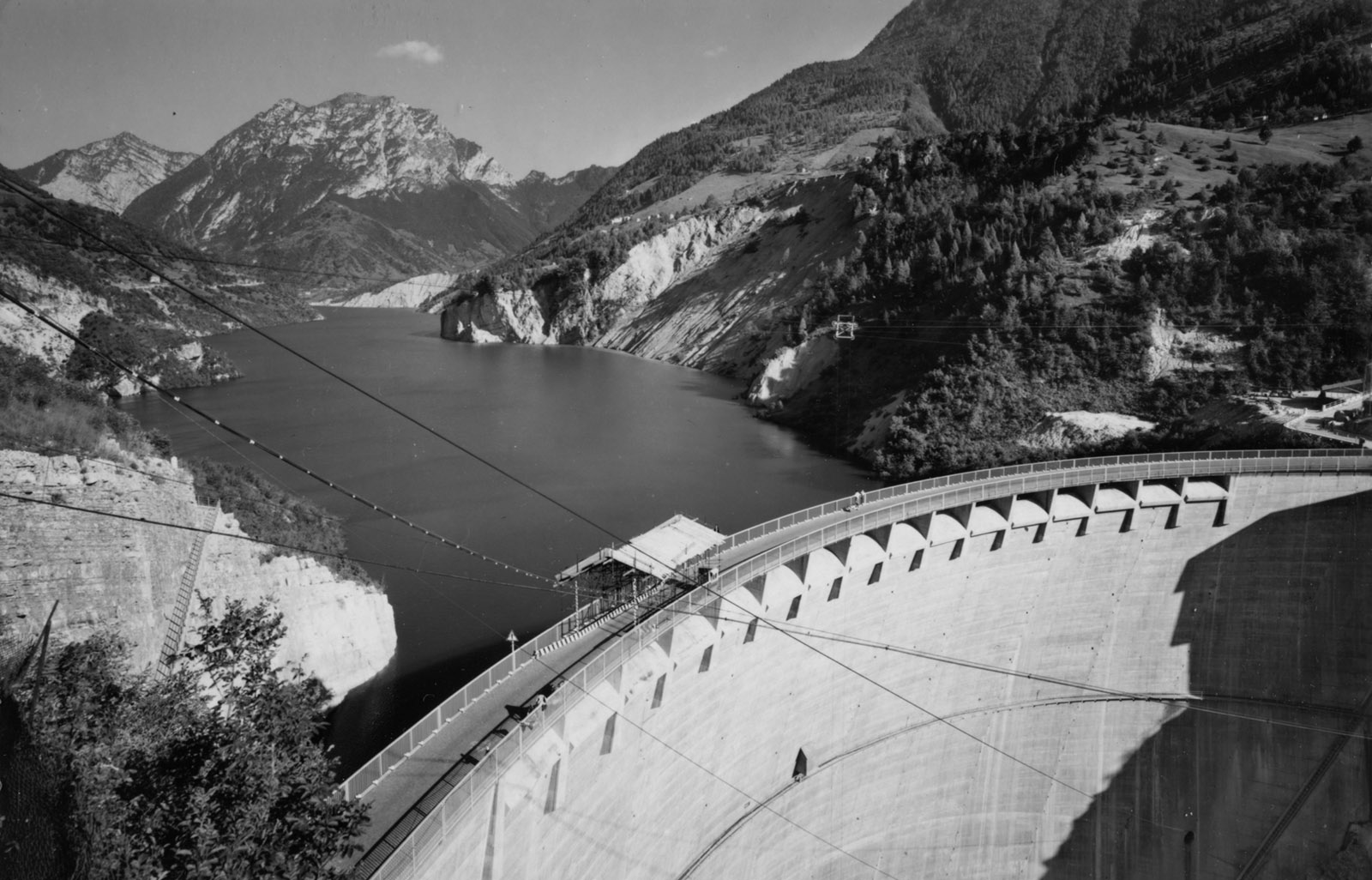
La presa del Vajont en septiembre de 1963, antes del desastre.

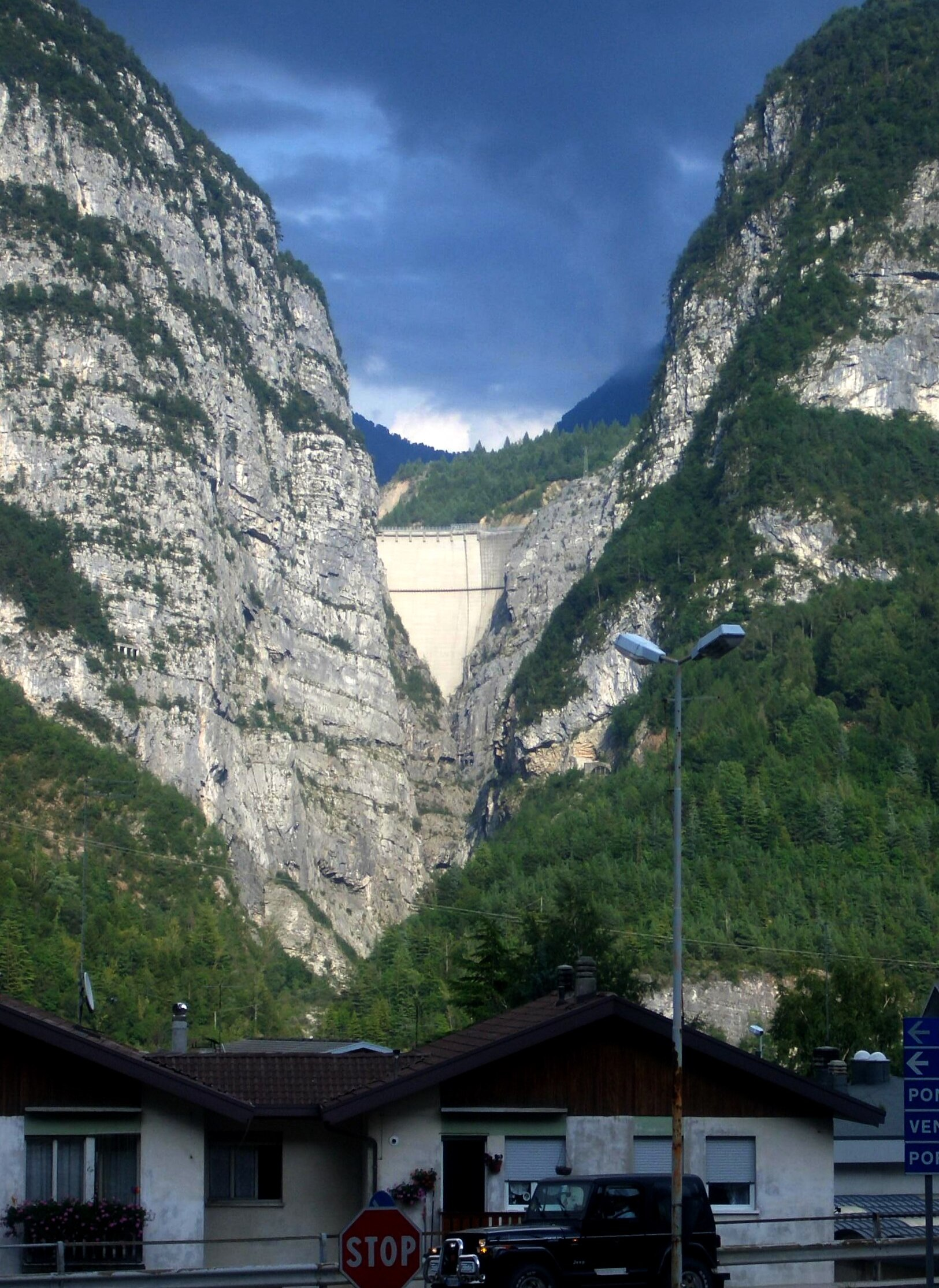
La presa del Vajont vista desde Longarone con el Monte Toc hacia la derecha de la imagen

El día 9 de octubre de 1963 el tercer rellenado del depósito generó un efecto inesperado en la ladera de la montaña cuando sin previo aviso un gigantesco deslizamiento de unos 260 millones de metros cúbicos de bosque, tierra y roca cayeron en el lago de la presa a unos 110 km por hora. Como consecuencia del brusco desplazamiento de tierras, 50 millones de metros cúbicos de agua rebosaron por encima de los límites de la presa generando una ola de 250 metros de altura. 
La ola en forma de megatsunami se precipitó por el valle que había frente a la presa destruyendo todo a su paso, incluyendo el pueblo cercano de Longarone y las pequeñas villas de Pirago, Rivalta, Villanova y Faè. Como resultado murieron unas 1450 personas. Otros pueblos más lejanos también se vieron afectados, entre ellos Erto, Casso y Codissago, cerca de Castellavazzo. En total unas 2000 personas (algunas fuentes indican que fueron 1909) fallecieron. 
Pese al tamaño del deslizamiento de tierras, la estructura de la presa permaneció intacta y prácticamente no sufrió ningún desperfecto, tan solo hubo que desescombrar la parte superior para eliminar los restos de tierra y lodo acumulados. A día de hoy la presa permanece en pie, pero está abandonada y no produce energía hidroeléctrica. El lago que había tras la presa quedó relleno de tierras y se vació de agua.